# Казино Венеции
Казино Венеции — игорное заведение в Венеции, занимающее исторический дворец Вендраминов (Палаццо Вендрамин-Калерджи).
Казино, открытое в 1946 году, претендует на продолжение традиций Ридотто — первого в Европе игорного заведения, которое заработало в 1638 году в левом крыле церкви Сан-Моизе и стало прообразом европейских казино. Первое казино в Венеции является вообще первым на свете.
Ридотто был закрыт в 1774 году по требованию ревнителя благочестия Джорджио Пизани. В начале XX века игорный дом «Казино Венеции» располагался на Лидо.
В 1946 году муниципалитет Венеции приобретает дворец Вендраминов, находящийся в историческом центре города и переносит в него «Казино Венеции». В этом здании казино работает по настоящее время.